# Латреш, Сабрина
Сабрина Латреш (фр. Sabrina Latreche; род. в 30 июля 1993) — алжирская шахматистка, международный мастер среди женщин (2012).

## Биография
В 2008 году победила на юношеском чемпионате Арабских стран по шахматам среди девушек в возрастной группе U16. В 2011 году на юношеском чемпионате Арабских стран по шахматам среди девушек в возрастной группе U20 поделила первое место и за этот успех получила звания международного мастера среди женщин. Два раза побеждала на женских чемпионатах Арабских стран по шахматам (2014, 2016). В 2015 году была третьей на женском чемпионате Африки по шахматам (победила Мона Халед). В 2015 году вместе с Аминой Мезиуд поделила первое место на зональном женском шахматном турнире Африки и получила право участвовать в женском чемпионате мира по шахматам. 
В 2017 году в Тегеране дебютировала на чемпионат мира по шахматам среди женщин, где в первом туре проиграла Александре Костенюк.
Представляла Алжир на шести шахматных олимпиадах (2006—2016). В женском командном турнире по шахматам Африканских игр участвовала три раза (2007—2011). В командном зачете завоевала золотую (2007) и серебряную (2011) медали. В индивидуальном зачете завоевала золотую (2011) медаль. В женском командном турнире по шахматам Панарабских игр участвовала в 2011 и в командном зачете завоевала золотую медаль.